# Iguatu (Ceará)
Iguatu é um município brasileiro do estado do Ceará. Localizado na região Centro-Sul do estado, configura-se como o principal pólo econômico da região. Foi, ao longo das décadas de 1960, 70 e 80, um importante centro produtor de algodão, chegando a cravar sucessivos recordes nacionais de produtividade da fibra. Hoje, as indústrias moveleiras, de calçados e de serviços são os condutores da economia da cidade. Terra natal dos músicos e compositores Eleazar de Carvalho, Humberto Teixeira e do Bispo Mário Teixeira Gurgel.
Iguatu está na lista dos 299 municípios mais populosos do Brasil e dos 9 mais populosos do Ceará. Possui o 10º PIB do Ceará, com um índice de desenvolvimento humano de 0,677. 10º IDH do estado. É a cidade do centro-sul que possui mais cursos de graduação.

## Etimologia
O topônimo Iguatu vem da língua ig ou i (água) e catu (bom, boa) significado rio bom ou água boa. É uma alusão a grande lagoa, a maior do estado do Ceará, situada na parte leste da cidade.
Sua denominação original era Venda, depois Sitio Telha, Capela da Telha, Matriz da Telha, Povoação da Telha, Missão da Telha, Telha e desde 1883 chama-se Iguatu.

## História
A localidade anteriormente abrigava uma aldeia de indígenas Quixelôs. A região era conhecida pelo nome de Telha, fazendo menção a uma grande lagoa de mesmo nome dos arredores, quando os jesuítas chegaram à região a partir de 1707. Depois de lutas de resistências por parte dos indígenas e rendição destes, estes colaboravam com os colonizadores.
Em 1831,o povoado da Telha já se tornara tão grande e próspero que foi elevado a freguesia e sua elevação à categoria de Vila ocorreu na forma de Lei nº 553, de 27 de novembro de 1851, quando foi desmembrada do município de Icó e instalada a 25 de janeiro de 1853. Sua elevação à categoria de cidade ocorreu em virtude de Lei Provincial nº 1.612, de 21 de agosto de 1874. Logo após a proclamação da República em 1889, foi nomeado o seu primeiro intendente, Cel. Celso Ferreira Lima Verde. O primeiro prefeito municipal foi nomeado em 1914, Cel. José Adolfo de Oliveira. O segundo prefeito foi Eduardo de Lavor Paes Barreto, de 1915 a 1917. Um fato curioso na política local é que na primeira eleição para o cargo de prefeito por voto direto, em 1926, o segundo colocado assumiu o cargo a partir de 1 de dezembro. Concorreram ao cargo Manoel Carlos de Gouvêa (344 votos) e o industrial Otaviano Jaime de Alencar Benevides (542 votos), este considerado inelegível, assume o cargo Gouvêa até a data de 14 de agosto de 1928.
Iguatu destacou-se ao longo da história do Ceará por está ao lado da Estrada das Boiadas, e depois como importante centro produtor de algodão, mas o grande impulso econômico se deu com a expansão da Estrada de Ferro de Baturité até a cidade do Crato. A estação ferroviária de Iguatu foi inaugurada a 5 novembro de 1910. Isso resultou no impulso da economia local com a instalação de hotéis, usinas de beneficiamento de algodão e casas comerciais e a expansão do centro comercial. Com a estação, Iguatu tornou-se o centro econômico da região em detrimento de Icó. Somente a partir de 1910, com o fortalecimento da economia algodoeira a expansão urbana direciona-se para as proximidades da estação ferroviária. O progresso urbano foi tão significativo tanto que em 1925, foi inaugurado o Cine-Teatro Iguatu, considerado à época como o melhor prédio do gênero no interior do Ceará. O aformoseamento urbano verificava-se já pela existência de muitos palacetes e sobrados onde residiam as famílias ricas e influentes na sociedade, principalmente nas ruas Floriano Peixoto, João Pessoa, Epitácio Pessoa e no entorno da Praça da Matriz. Com a expansão da linha ferroviária até o município do Crato, inaugurada a 9 de novembro de 1926,  Iguatu recebe um novo impulso na sua  economia e nos aspectos cultural e social, pois a ferrovia permitiu a comunicação mais rápida com o Cariri, próspero e importante centro cultural, político e econômico do sul do Ceará.
No município de Iguatu são inauguradas quatro estações de trem (Sussuaruna, Iguatu, Jaguaribe Mirim e José de Alencar), as quais consolidaram a base econômica do município. A estação foi a terminal da linha da EF Baturité até agosto de 1916, quando ela foi prolongada até Cedro, e no ano seguinte, até Lavras. Por isso, os habitantes de Lavras, mais ao sul, tinham de ir até Iguatu para embarcarem. Hoje é uma das estações operacionais da Companhia Ferroviária do Nordeste, atual concessionária do trecho. Segundo Assis Lima, o prédio sofreu grande reforma em meados dos anos 1970, perdendo suas características originais.
Em 2009, o município viu o fim de uma das indústrias de beneficiamento do algodão (CIDAO), que certamente alimentaram os trens para Fortaleza, que transportavam o algodão e o óleo ali produzidos. Foi demolida para dar lugar a um Campus universitário que sedia a Universidade Estadual do Ceará- UECE, a Universidade Regional do Cariri- URCA e o Instituto CENTEC. Seus trilhos e até vagões que existiam até novembro em seus depósitos foram sucateados. Em uma notícia do início de 2009, a afirmação de que o material ferroviário seria mantido ali: "Dentro do projeto feito por Campelo, está a ideia de deixar a linha férrea que passa dentro da área e dois vagões de trem estacionados dentro da CIDAO como forma histórica de preservação da memória das antigas edificações".
Numa região onde os missionários católicos tentaram evangelizar os indígenas, as primeiras manifestações de apoio eclesial provêm desse trabalho. Em 1746 iniciaram-se as obras da primitiva capela, orago que se dedicou a Nossa Senhora Santana, sendo concluída em 1775 e tendo como subordinante a Paróquia de São Mateus (Jucás). A Igreja Matriz Senhora Santana é o único patrimônio arquitetônico do município tombado pelo IPHAN, em 13 de março de 1974. Foi inaugurada e sagrada pelo segundo bispo do Ceará, Dom Joaquim José Vieira, no dia 29 de agosto de 1886, na presença de Padre Cícero Romão Batista.  A freguesia, desmembrada da jurisdição anterior, provém do Decreto Provincial de 11 de outubro de 1831 e assentou-se em área central constante de 200x400 braças. Consta como seu primeiro vigário, no período compreendido entre 1832 e 1844, o Padre Vicente José Ferreira.
No dia 28 de janeiro de 1961, o Papa João XXIII editou a bula "In apostolicis muneris" criando a Diocese de Iguatu. Sendo seu primeiro Bispo D. José Mauro Ramalho de Alarcon e Santiago,empossado a 4 de fevereiro de 1962.

## Geografia

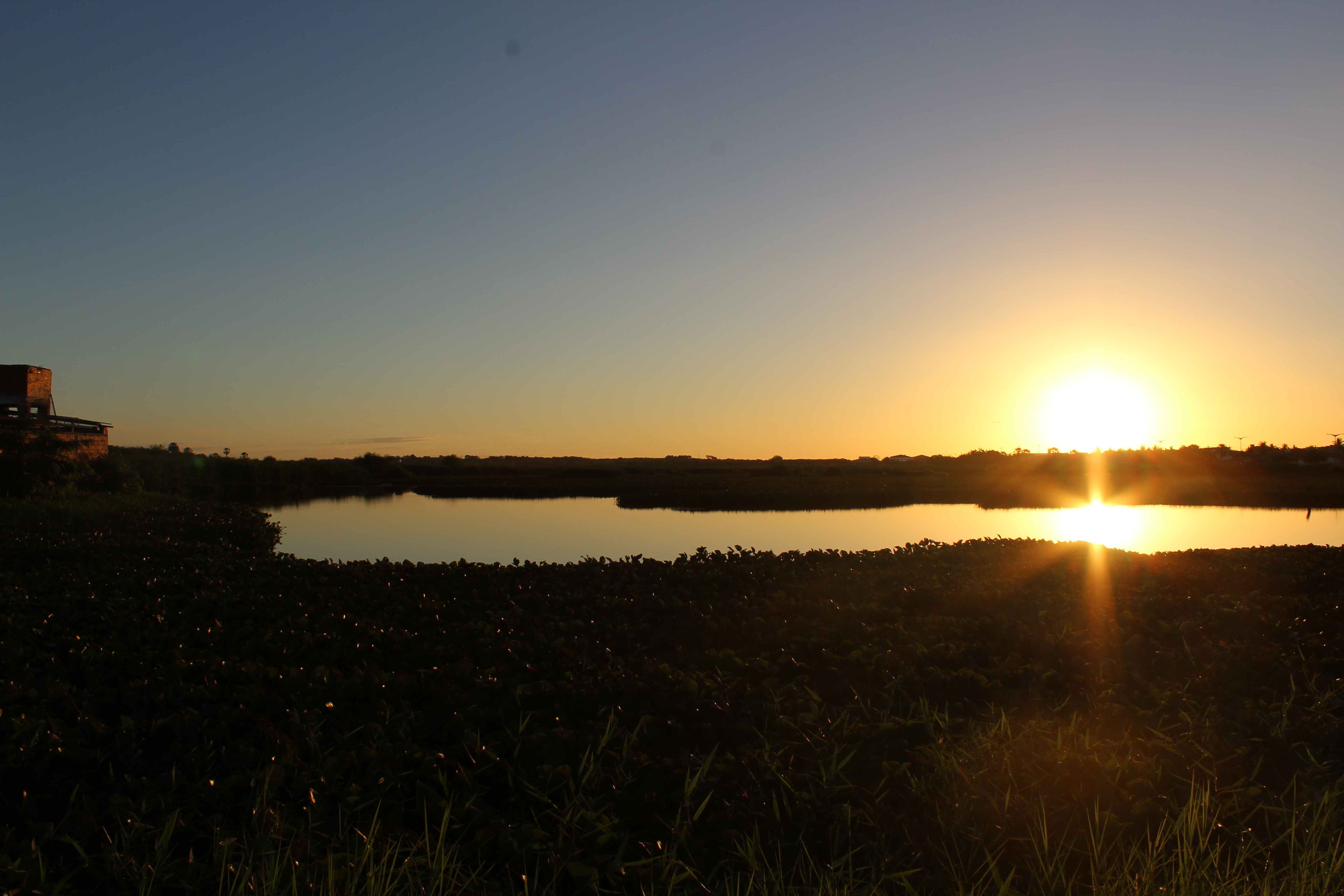
Lagoa da Bastiana

O município de Iguatu situa-se a uma latitude 06º21'34" Sul e a uma longitude 39º17'55" Oeste, estando à altitude de 218 metros. Ocupa uma área territorial de 1 029,002 km².O município localiza-se no centro-sul do estado do Ceará, na Região Geográfica Intermediária de Iguatu e Região Geográfica Imediata de Iguatu. Seu território tem como limites as cidades de Acopiara, Quixelô (ao norte), Orós, Icó (a leste), Cedro e Cariús (ao sul), Jucás e Acopiara (a oeste).
Está a uma altitude de 217 metros. As terras do município são de relevo plano suave, com formas ligeiramente entalhadas e altitudes entre 200 e 500 m, resultantes da superfície de aplainamento do Cenozoico; faz parte da denominada Depressão Sertaneja. Os solos são podzólicos, litólicos, solos aluviais e vertissolos. As principais elevações são as serras: do Casquilho, do Esse, do Morais e do Mundo Novo. A vegetação predominante é a caatinga arbustiva densa.
As principais fontes de água fazem parte da bacia do Alto Jaguaribe, sendo elas os rios Jaguaribe, Trussu; riachos como o Carnaúba, Antônico, da Serra e outros tantos. Existem ainda diversas lagoas, destacando-se a do Iguatu (a de maior acumulação d’água natural do estado) e Baú, Barro Alto, Bastiana, do Saco e da Telha. Os principais açudes são: do Governo (Marcio Ferandes) e Trussu.
A pluviosidade no município é de aproximadamente 1 000 milímetros anuais, com chuvas concentradas de janeiro a maio. Com temperaturas que variam, conforme a época do ano e local, de mínimas de aproximadamente 21 °C até máximas de 36 °C. As médias térmicas mensais, no entanto, giram entre 26 °C e 29 °C. O tempo de insolação chega a 3 000 horas anuais. Segundo dados do Instituto Nacional de Meteorologia (INMET), referentes ao período de 1931 a 1985 e a partir de 1994 a menor temperatura registrada em Iguatu foi de 13,7 °C em 19 de agosto de 1963 e a maior atingiu 39,8 °C em 12 de outubro de 2003. O maior acumulado de precipitação registrado em 24 horas foi de 153,6 milímetros (mm) em 13 de abril de 1964. A partir de 1961 o mês de maior precipitação foi abril de 2011, com 494,6 mm.
| Dados climatológicos para Iguatu | Dados climatológicos para Iguatu | Dados climatológicos para Iguatu | Dados climatológicos para Iguatu | Dados climatológicos para Iguatu | Dados climatológicos para Iguatu | Dados climatológicos para Iguatu | Dados climatológicos para Iguatu | Dados climatológicos para Iguatu | Dados climatológicos para Iguatu | Dados climatológicos para Iguatu | Dados climatológicos para Iguatu | Dados climatológicos para Iguatu | Dados climatológicos para Iguatu |
| Mês | Jan                              | Fev                              | Mar                              | Abr                              | Mai                              | Jun                              | Jul                              | Ago                              | Set                              | Out                              | Nov                              | Dez                              | Ano                              |
| --- | -------------------------------- | -------------------------------- | -------------------------------- | -------------------------------- | -------------------------------- | -------------------------------- | -------------------------------- | -------------------------------- | -------------------------------- | -------------------------------- | -------------------------------- | -------------------------------- | -------------------------------- |
| Temperatura máxima recorde (°C) | 38,6                             | 38,6                             | 38,6                             | 37                               | 36,2                             | 36                               | 36,3                             | 37,6                             | 38,5                             | 39,8                             | 39,4                             | 39                               | 39,8                             |
| Temperatura máxima média (°C) | 33,4                             | 32,3                             | 31,8                             | 31,1                             | 31,2                             | 31,5                             | 32,4                             | 33,5                             | 35                               | 35,7                             | 35,7                             | 35,1                             | 33,2                             |
| Temperatura média compensada (°C) | 27,6                             | 26,8                             | 26,6                             | 26,2                             | 25,9                             | 25,5                             | 26,1                             | 27,1                             | 28,3                             | 29,3                             | 29,5                             | 29,2                             | 27,3                             |
| Temperatura mínima média (°C) | 23,1                             | 22,6                             | 22,5                             | 22,3                             | 21,7                             | 20,6                             | 20,7                             | 21,3                             | 22,3                             | 23,1                             | 23,5                             | 23,6                             | 22,3                             |
| Temperatura mínima recorde (°C) | 18,6                             | 18,6                             | 19,5                             | 19,4                             | 16,3                             | 15,9                             | 14,3                             | 13,7                             | 17,6                             | 18,2                             | 18,2                             | 18,8                             | 13,7                             |
| Precipitação (mm) | 133,8                            | 167,3                            | 221,2                            | 196,8                            | 102,7                            | 27,6                             | 12,6                             | 14,4                             | 12,3                             | 19                               | 7,9                              | 67,5                             | 983,1                            |
| Dias com precipitação (≥ 1 mm) | 10                               | 11                               | 14                               | 14                               | 8                                | 4                                | 3                                | 2                                | 2                                | 1                                | 1                                | 4                                | 74                               |
| Umidade relativa compensada (%) | 66,3                             | 73,5                             | 77,5                             | 80,9                             | 77,6                             | 68,4                             | 58,9                             | 49,8                             | 46,9                             | 46,8                             | 47,1                             | 51,3                             | 62,1                             |
| Insolação (h) | 216                              | 196,3                            | 217,4                            | 216,4                            | 236,8                            | 251,3                            | 268,4                            | 293,2                            | 293,2                            | 292                              | 275,5                            | 252,8                            | 3 009,3                          |
| Fonte: Instituto Nacional de Meteorologia (INMET) (normal climatológica de 1981-2010; recordes de temperatura: 1931-1985 e 1994-presente) |                                  |                                  |                                  |                                  |                                  |                                  |                                  |                                  |                                  |                                  |                                  |                                  |                                  |

### Demografia
População (Censo 2022): 98.064
Total de homens (Censo 2022): 46.696
Total de mulheres (Censo 2022): 51.368
Densidade demográfica hab/km² (Censo 2022): 98,83

### Dados Complementares
Ranking PIB CE (2020): 10º
Unidade de Conservação: APA da Lagoa da Bastiana (Municipal)
IDH-M (2010): 0,677

### Religião
- Igreja Presbiteriana do Brasil

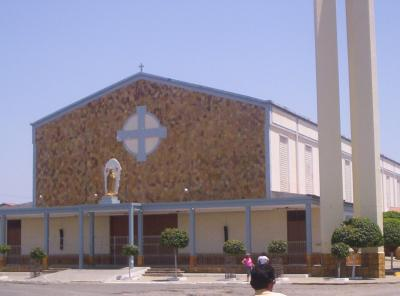
Igreja do Prado, uma das várias existentes na cidade

- Igreja e Capela de Nossa Senhora do Perpétuo Socorro
- Igreja Matriz de Senhora Santana (antiga Sé Catedral)
- Igreja Adventista do Sétimo Dia
- Igreja de Nossa Senhora das Graças
- Sé Catedral de São José
- Salões do Reino das Testemunhas de Jeová
- Igreja Assembleia de Deus
- Igreja Batista Regular
- Primeira Igreja Batista da Convenção em Iguatu

### Filhos ilustres
- Eleazar de Carvalho - músico
- Humberto Teixeira - músico
- Evaldo Gouveia - músico
- Mário Teixeira Gurgel - bispo
- José Eliomar da Silva - médico.
- Ednaldo Lavor - Ex-Prefeito (2017-2024)

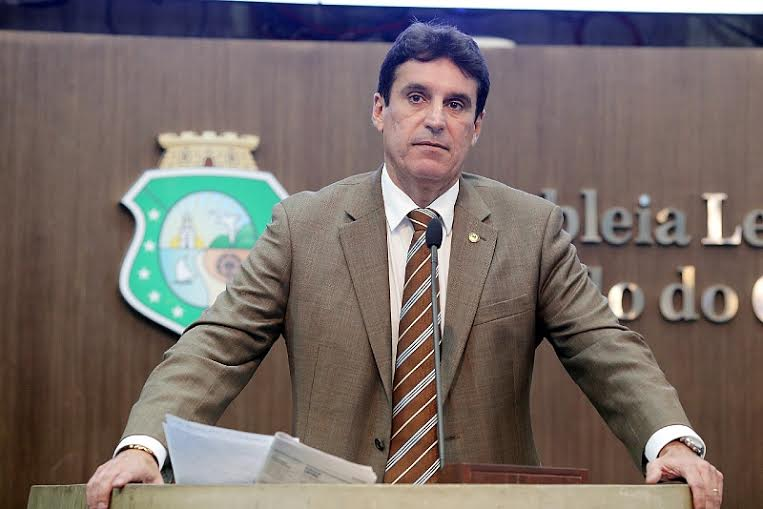
Prefeito Agenor Neto (2005-2012)

- Prefeito Agenor Neto (2005-2012)Agenor Gomes de Araújo Neto - Deputado Estadual e Ex-Prefeito (2005-2012)
- José Ilo Alves Dantas - Ex-Deputado Estadual e ex-prefeito de Quixelô em 1992
- Aderilo Filho - Ex-Prefeito (2013-2016)
- Edilmo Costa - Ex-Prefeito (2001-2004)
- Marcos Sobreira - deputado estadual
- Augusto Correa - politico local
- Delegado Agenor - ex-delegado
- Alex Santana - repórter
- Eliane Braz - 1ª deputada federal de Iguatu
- André Fernandes - deputado federal
- Carlos Roberto Costa - ex-prefeito

## Urbanização
Iguatu é considerada cidade pólo de serviços na Centro-Sul do Ceará, sendo um centro sub-regional A. Esse nível é formado no Brasil por cidades de menor porte e com atuação restrita à sua área imediata; exercem funções de gestão elementares.

## Educação
Ensino básico
Na Educação Básica, conta com quase cem Escolas. Fazendo parte da Rede Pública podem-se citar as Escolas
- E.E.F. Maria Pacífico - Centro
- E.E.E.F. Nossa Senhora do Perpétuo Socorro - Prado
- E.E.F. Joana Maria de Jesus - Santa Rosa
- E.E.F. Criança Félix - Santa Rosa II
- E.E.F. Maria Hilda Rolim - Santo Antônio
- E.E.F. Rafael Jean - Cohab I
- E.E.F. CAIC - João Paulo II
- E.E.F. Proares - Vila Neuma
- E.E.F. Jefton Chagas - Chapadinha
- E.E.F. José Sólon F. de Melo - Riacho Vermelho
- E.E.F. Paraíso das Crianças - Barreiras dos Pinheiros
- E.E.F. Sonho Infantil - Barreiras dos Constantinos
- E.E.F. Monsenhor Francisco de Assis Couto - Catolé
- E.E.F. Francisco São Sebastião Uchôa - Santa Rosa II
- E.E.F. José Eriton - Alto do Jucá
- E.E.F. Antônio Cirilo de Oliveira - Baú
- E.E.F. Luiz Vieira da Mota - Varjota
- E.E.F. Tomé de Souza - Serrote
- E.E.F. Domingos Félix Teixeira - Recreio
- E.E.F. José Francisco de Araújo - Várzea Grande
- E.E.F. Mário Parente Teófilo - Cardoso
- E.E.F. Bevenuto Alves da Silva - Gadelha
- E.E.F. Antônia Maria das Neves - Barra I
- E.E.F. João Rocha Fialho - Gadelha
- E.E.F. Osmindo Mangueira - Barrocas
- E.E.F. Antônio Ferreira Lima - Juazeirinho
- E.E.F. Terezinha Bezerra Cavalcante Costa - Barreiras dos Pinheiros
- E.E.F. Manoel Alves Bezerra - Cardoso
- E.E.F.T.I. Elze Lima Verde Montenegro - Santo Antônio
- E.E.F. Carlota Távora - Flores
- E.E.F. Padre. José Ferreira - Carnaúba
- E.E.F. Judite Cavalcante da Silva - Chapadinha
- E.E.F. Amélia Figueiredo Sá de Lavor - Bravo
- E.E.F. José Rodrigues - Córrego
- E.E.F. Manoel Guedes de Carvalho - Gadelha
- E.E.F. Filomena de Almeida Braga - Riacho Vermelho
- E.E.F. Clara Alves de Araújo - Vila Coqueiro
- E.E.F. João Paulino de Araújo - Jardim Oásis
- CEI - Cohab I
- CEI - Brasília
- CEI - Vila Neuma

Na Rede Pública Ensino Médio, destacam-se as Escolas
- E.E.M.T.I. Liceu Dr. José Gondim - Paraná
- E.E.E.P. Amélia Figueiredo de Lavor - Planalto
- E.E.E.P. Lucas Emmanuel Lima Pinheiro - Vila Moura
- E.E.M.T.I. Filgueiras Lima - Veneza
- CEJA Governador Luiz Gonzaga da Fonseca Mota - Centro
- E.E.M.T.I. Edson Luiz Cavalcante de Gouvêa - COHAB III
- E.E.M. Governador Adauto Bezerra - Areias 1
- E.E.M. Maria Daurea Lopes - José de Alencar

Na Rede Particular, destacam-se as Escolas
- Escola Frei Damião
- Escola Reino Encantado
- Escola Pequeno Príncipe
- Colégio Pólos
- Escola Modelo
- Colégio João Batista Campos

Obs: Além dessas escolas citadas acima, Iguatu possui mais de 105 escolas publicadas espalhados por diversos bairros e sítios do município, sendo 68 delas do ensino fundamental, 10 de ensino médio, 27 de educação de adultos e 4 escola de ensino profissional.
Ensino Superior
- O Município conta com alguns cursos oferecidos pelas seguintes Escolas:
- Universidade Estadual do Ceará (UECE)- (FECLI) - Faculdade de Ciências e Letras de Iguatu)
- Universidade Regional do Cariri (URCA)
- Instituto Federal do Ceará (IFCE)
- Universidade Vale do Acaraú (IDJ - Instituto Dom José)
- Estácio de Sá - Faculdade de Medicina de Iguatu
- Faculdade de Tecnologia Centec (FATEC) Cidade Universitária (UECE e URCA).
- Faculdade São Francisco do Ceará (FASC)
- Faculdades Integradas do Ceará (FIC)
- Universidade Paulista (UNIP)
- Universidade Planalto (UNIPLAN)
- Faculdade Randara Mello
- Faculdade Uniasselvi

Ensino Profissional
- Sesc
- Senac.[28]
- Taxas de Educação

Escolas de educação infantil (2023): 47.0
Escolas de ensino fundamental (2023): 48.0
Escolas de ensino médio (2023): 12
Escolas de educação profissional (2023):   6
Escolas em áreas indígenas (2023):  -
Instituições de ensino superior presenciais (2022):   3
Matrículas da educação infantil (2023): 4.64
Matrículas do ensino fundamental (2023):   11.672
Matrículas do ensino médio (2023): 4.21
Taxa de abandono - Até o 5º ano ensino fundamental (2022): 0,2
Taxa de abandono -  Do 6º ao 9º ano ensino fundamental (2022): 0,3
Taxa de abandono - ensino médio (2022): 1,5
Ideb - Até o 5º ano ensino fundamental (2021): 5,4
Ideb - Do 6º ao 9º ano ensino fundamental (2021): 5,2
Ideb - ensino médio (2021): 4,scolas de educação infantil (2023): 47.0
Escolas de ensino fundamental (2023): 48.0
Escolas de ensino médio (2023): 12
Escolas de educação profissional (2023):   6
Escolas em áreas indígenas (2023):  -
Instituições de ensino superior presenciais (2022):   3
Matrículas da educação infantil (2023): 4.64
Matrículas do ensino fundamental (2023):   11.672
Matrículas do ensino médio (2023): 4.21
Taxa de abandono - Até o 5º ano ensino fundamental (2022): 0,2
Taxa de abandono -  Do 6º ao 9º ano ensino fundamental (2022): 0,3
Taxa de abandono - ensino médio (2022): 1,5
Ideb - Até o 5º ano ensino fundamental (2021): 5,4
Ideb - Do 6º ao 9º ano ensino fundamental (2021): 5,2
Ideb - ensino médio (2021): 4,7

### Economia
PIB (2021): R$ 1.904.815.000
PIB Agropecuária (2021): R$ 225.091.000
PIB Indústria (2021): R$ 147.308.000
PIB Serviços (2021): R$ 884.619.000
PIB Serviços públicos (2021): R$ 438.026.000
PIB Impostos, líquidos de subsídios, sobre produtos (2021): R$ 209.770.000
PIB per capita (2020): R$ 17.001,56
Novo Bolsa Família (2023): R$ 99.540.189
Beneficiários do Novo Bolsa Família (2023): 17.151
Beneficiários da Previdência Social (2023): 27.646
Benefícios da Previdência Social (2023): R$ 424.300.869,91
Instituições financeiras (dez-2023): Banco do Brasil (agência e atendimento eletrônico), Caixa Econômica Federal (agência e atendimento eletrônico), Banco do Nordeste (agência), Itaú (agência), Bradesco (agência, atendimento e atendimento eletrônico), Banco Santander (Brasil) (agência) e Sicredi Ceará (atendimento)
Crefisa Banco Daycoval
MAIOR POTENCIAL DE CONSUMO DE IGUATU
R$ 2,9 bilhões

### Finanças Públicas
Receita Total (2023): R$ 415.654.015,61
Receita Tributária (2023): R$ 50.487.453,25
Cota-parte do FPM (2023): R$ 71.339.408,36
Transferência do SUS (2023): R$ 84.721.227,12
Cota-parte do ICMS (2023): R$ 20.036.201,90
Fundeb (2023): R$ 97.385.193,49
Despesa Total (2023): R$ 415.316.439,32
Despesa de Pessoal (2023)*: R$ 195.882.781,75
- O dado é referente ao terceiro quadrimestre (set-dez).

### Transporte

#### Terrestre
Com uma rodoviária de médio porte, mas que atende todos as necessidades da Região Centro-Sul, o Terminal Rodoviário Senador Fernandes Távora recebe diariamente ônibus interurbanos de cidades vizinhas e interestaduais de diversos estados do Brasil. Mas está nas propostas municipais uma nova rodoviária para Iguatu com mais infraestrutura e tecnologia.
Iguatu possui também uma linha férrea turística que corta a cidade. Com um movimento intenso de trens cargueiros a linha férrea de Iguatu recebe todos os cuidados precisos para sua duração pois é um dos monumentos históricos da cidade iguatuense. Uma linha férrea administrada pela Companhia Ferroviária do Nordeste (CFN), que se integrará à Rede Transnordestina atenderá Iguatu.

#### Aeroviário

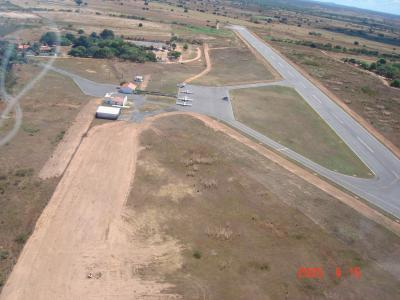
Aeroporto Tomé da Frota - Iguatu - CE

O Aeroporto de Iguatu - Francisco Tomé da Frota, de propriedade do DER-CE, que atualmente é apenas utilizado por empresários da região, serviços postais e de emergência e táxi aéreo. O Aeroporto já recebeu voos regulares ligando Iguatu a outras importantes cidades nordestinas e há planos no sentido de se viabilizar a volta desse tipo de ligação aérea, sobretudo com as cidades de Juazeiro do Norte e Fortaleza. O pequeno porte que recebe diariamente voos fretados e voos de serviços bancários. Com uma pista de 1.410 metros e com um movimento intenso o Aeroporto Tomé de Frota em poucos anos poderá ser administrado pela Infraero e fazer voo comerciais.

### Infraestrutura
Domicílios (Censo 2022): 44.117
Serviço de água urbano (habitantes – 2022)*: 76.091
Esgoto urbano (habitantes – 2022)*: 13.968
Serviço de água rural (habitantes – 2022)*: 2.955
Acessos de Banda Larga Fixa (2023): 290.028
Cinturão Digital: sim
- De acordo com a SCidades, os dados de 2023 estão em consolidação e conferência por parte dos municípios.

### Saúde
- Hospital Regional de Iguatu (HRI)
- Hospital e Maternidade Agenor Araújo
- Hospital São Vicente (Particular)
- Hospital São Camilo (Particular)
- 20 UBS espalhados nos bairros da cidade e na zona rural
- Clínica de Hemodiálises
- Corpo de Bombeiros
- CEO - Centro de Especialidades Odontológicas
- IML de Iguatu
- Farmácia Viva : Medicamentos fitoterápicos a baixo custo.
- Farmácia Popular
- Policlínica (antiga Hospital Santo Antônio dos Pobres)
- UPA - Unidade de Pronto Atendimento

#### Estatísticas
Taxa de mortalidade infantil (2022): 11,12
Cobertura Saúde da Família (2023): 100,00%
Transferência SUS para Atenção Primária (nov-2023): R$ 663.808,94
- A cada mil nascidos vivos. Segundo informado pela Secretaria da Saúde do Estado, os dados estão sujeitos a revisão.

### Canais de Televisão Aberta  deIguatu
- 9.1 TV Verdes Mares Cariri (Globo)
- 26.1 TV Diário (Fortaleza)

#### Telefonia fixa
- Oi Fixo
- Claro
- TIM
- Vivo

#### Telefonia móvel
- Oi Móvel
- TIM
- Claro
- Vivo

#### Servidores de Internet
- Vivo
- Oi Velox
- Embratel/Claro
- Brisanet

#### TV por assinatura
- Sky
- Claro TV+
- Oi TV
- Vivo TV
- Nossa TV

#### Emissoras de Rádio de Iguatu
- Rádio Antena Sul FM 98.3 MHz
- Rádio Tropykalia FM 104.9 MHz
- Rádio Mais FM 106.1 MHz
- Rádio Liberdade AM 87.0 MHz
- Rádio Jornal - AM 79.0 MHz
- Rádio Jangadeiro FM 103.1 MHz
- Rádio Jucás  FM 90.9 MHz
- Rádio Plus FM  FM 91.5 MHz
- Rádio Iguatu.Net (internet)

### Cultura
Patrimônio histórico: Fachadas Igreja Matriz de Santana – tombamento federal
Tesouros Vivos:
Padroeiro: Senhora Sant'Ana
Equipamentos culturais: uma biblioteca, um museu, um teatro e dois pontos de cultura

### Segurança Pública
AIS: 21.0
Polícia Militar: (88) 3581 5090 / 3582 4437 / 3582 4436
Polícia Civil: (88) 3581 0307
Corpo de Bombeiros: (88) 3581 9130
Pefoce: Região Centro Sul – (88) 3581 7469
CVLIs (2023): 19

### Justiça
Fórum: Fórum Desembargador Boanerges de Queiroz Facó
Comarca: Entrância final
Telefone: (88) 3582 4629 (WhatsApp)
Varas: 5
Promotorias: 8
Defensores: 6
Defensoria: (88) 3695-1756 / (88) 99800 4182
Cartório eleitoral: (85) 3453 3513

### Política
Eleitores (março – 2024):   68.980
Deputados federais mais votados (2022): Eliane Braz (S) – 16.773 votos, Eunício (E) – 8.864 votos, Nelho Bezerra (S) – 2.293 votos
Deputados estaduais mais votados (2022):  Agenor Neto (E) – 21.835 votos, Marcos Sobreira (E) – 13.699 votos, Nizo (S) – 1.726 votos
Vereadores mais votados (2020): Eliane Braz (E) – 2.189 votos, Diego Felipe (E) – 1.852 votos, Savio Sobreira (E) – 1.777 votos

### Administração Pública
Ranking ICGM (2022)*: 27° (de 29)
Site: www.iguatu.ce.gov.br
Telefone: (88) 3581 0568
Prefeito(a): Roberto Filho
Vereadores: 17
Distritos: Barreiras, Barro Alto, Baú, Gadelha, Iguatu, José de Alencar, Riacho Vermelho e Suassurana
CNPJ: 07.810.468/0001-90

## Economia
O município exerce papel de centro regional de comércio e serviços, oferecendo apoio para mais de 10 municípios da região onde se localiza. Sua economia é baseada na agricultura: algodão herbáceo e arbóreo, arroz, banana, feijão, milho; pecuária: bovino, suíno e avícola.
Além de diversas olarias, a base econômica mais antiga ainda encontram-se algumas indústrias, tendo destaques as de ramo calçadista, alimentícia e de transformação de produtos à base de alumínio.

## Turismo e cultura

### Atrações
Áreas públicas
- Praça Adil Mendonça
- Praça da Bandeira
- Praça da Matriz

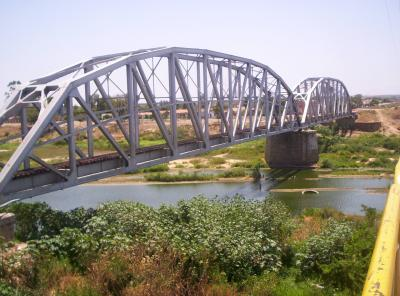
Ponte sobre o Rio Jaguaribe

- Centro de Lazer Celso Montenegro - 7 de setembro
- Centro de Lazer Francisco Alcântara Nogueira

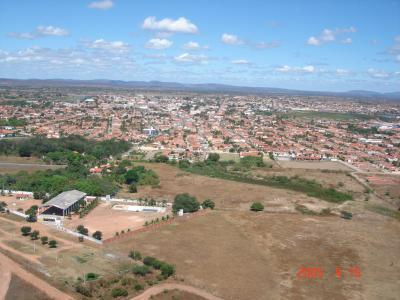
Visão panorâmica da cidade de Iguatu - CE

- Praça Cel. Belisário
- Praça CaxiasVisão panorâmica da cidade de Iguatu - CE

## Edificações Municipais
- Ponte Demócrito Rocha
- Ponte Metálica (Trem)
- Complexo Turístico do Trussu
- Praça da Bíblia
- Praça D. Pedro lI
- Praça Gonçalves de Carvalho
- Praça da Criança
- Antiga Prefeitura Municipal
- Estação do trem

### Patrimônio
- Açude Orós
- Açude do Governo
- Açude Trussu

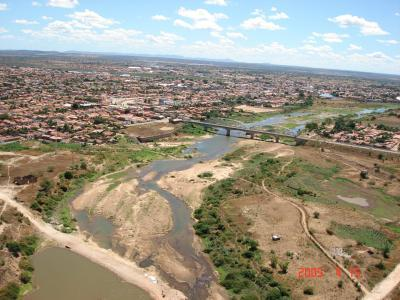
Alto do Juca

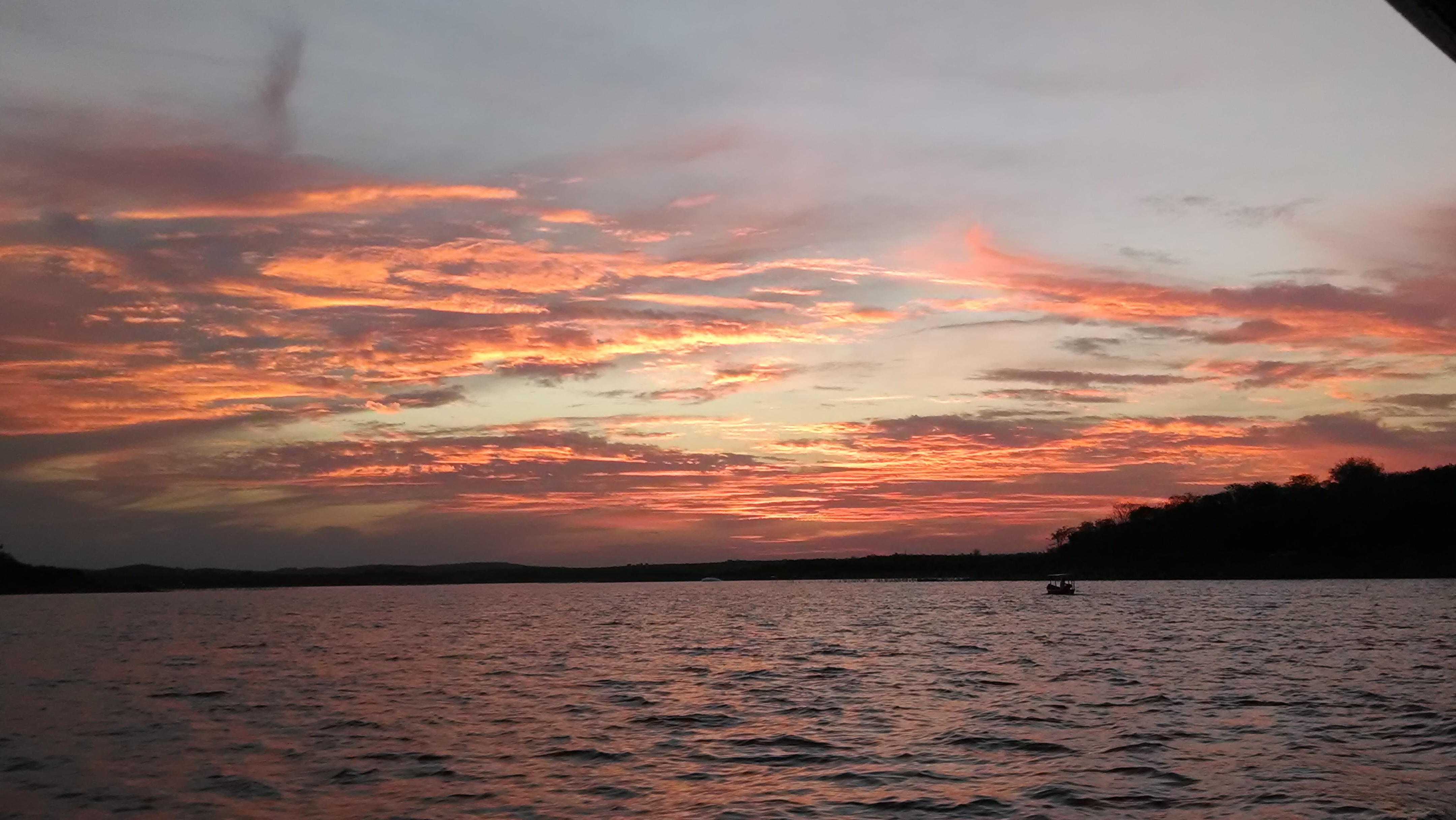
Ilha da Amizade

- Igreja e Capela de Nossa Senhora do Perpétuo Socorro
- Igreja Matriz de Senhora Santana (antiga Sé Catedral)
- Lagoa Baú
- Lagoa da Bastiana
- Lagoa da Telha
- Lagoa do Barro Alto
- Lagoa do Saco
- Lagoa Iguatu
- Riacho Antônio
- Rio Jaguaribe
- AABB
- CRI
- Policlínica (antiga Hospital Santo Antônio dos Pobres)
- Entre outros

### Biblioteca Pública
A prefeitura realizou um conjunto de reformas no prédio da biblioteca Municipal Matos Peixoto que deixou o ambiente mais agradável e confortável para os visitantes. Além de 8.500 exemplares,o acervo disponibiliza periodicamente receitas de poesia, contação de histórias, leituras dramatizadas de contos e peças teatrais com a temática do livro e da leitura.

### Eventos Culturais
Os principais eventos culturais são:
- Moto Fest - Maio
- Festa da Padroeira - Senhora Santana - 26 de julho
- Expoiguatu (exposição agropecuária municipal)
- Fenercsul (Feira de Negócios da Região Centro-Sul)
- Semana do Município - janeiro
- Festeja Iguatu
- Arraiá do Povo
- Iguatu Festeiro
- Iguatu Junino Escolar (realizado em Junho)
- Festival do Dia Mundial do Teatro - 27 de março
- Comemoração do dia 7 de Setembro dia da Independência do Brasil.
- Expoleite (Feira do leite da região centro sul- UPECE)
- Festival de Violeiros do SESC
- Marcha para Jesus

### Museu
- Museu da Imagem e do Som Alcântara Nogueira (MIS), que funciona anexo ao prédio do SESC Iguatu, com um acervo de vídeos, discos, fotos e recortes sobre a historia cultural e dos artistas de Iguatu e da região.
- Museu de Arte Sacra, com projeto aprovado pela Câmara Municipal há mais de 20 anos, que deveria funcionar na antiga capela do Prado, vizinha à atual igreja.

### Teatro
Iguatu tem um teatro com nome de 'Pedro Lima Verde', mantido pela prefeitura municipal e conta com companhias e grupos de teatro:
- Companhia Ortaet de Teatro
- EVT Elo Vanguarda de Theatro (A palavra "Elo" substitui "Grupo", "Companhia", "CIA" ou "Trupe")
- Guardiões Teatrais (fundado em Maio de 2016)
- Cia. Dupla Face de Humor e Animações (Jadilene do Iguatu)
- Cia. Persona de Teatro
- Cia. Damtear teatro e dança
- Companhia Chacoalho de Teatro de Bonecos
- Grupo Metamorfose de Teatro
- Grupo GETAP de Teatro

### Outros
- Museu Iguatuense da Imagem e do Som
- Palácio da Microempresa de Iguatu
- SESC Iguatu

## Política e cidadania
A administração municipal localiza-se na sede, que conta com o poder legislativo municipal;

### Subdivisões
O município é dividido em oito distritos: Iguatu (sede), Barreiras, Barro Alto, Baú, Gadelha, José de Alencar (Iguatu), Riacho Vermelho e Suassurana.

#### Bairros
Os principais bairros da cidade são:
- Centro
- Cajueiro
- Flores
- Areias I e II
- São Sebastião
- Jardim Iguatu
- Tabuleiro
- Vila Brasília
- Planalto
- Bugi
- Barreiras dos Pinheiros
- Barreiras dos Constantinos
- Barreiras dos Paraibanos
- João Paulo Il
- Varjota
- Philadelphia
- Santa Rosa
- Suassurana
- Jardim Oásis
- Lagoa Park
- Veneza
- COHABS I, II, III
- Vila Centenário
- Conjunto Industrial
- Verde Park
- Esplanada 1 e 2
- 7 de Setembro
- Cocobó
- Vila Cidão
- Prado
- Alto do Jucá
- Santo Antônio
- Vila Neuma
- Vila Moura
- Chapadinha
- Fomento
- Altiplano
- Novo Altiplano
- Penha
- Gadelha
- Poço Comprido
- Cajazeiras
- Coqueiro
- Paraná
- Quixoá
- Barro Alto
- Cardoso I
- Cardoso II
- José de Alencar
- Córrego
- Tanque
- Pôr do Sol
- Mirante Verde

### Ação social

#### Casa Azul
A casa azul é o centro de atenção psicossocial para a infância e a adolescência de Iguatu. A casa atende crianças e adolescentes de 0 a 18 anos, portadores de transtornos mentais de diversos municípios da região centro-sul. A unidade que conta com psiquiatria, neurologista, pediatra, psicólogo, terapeuta ocupacional, fonoaudiólogo, enfermeiros de três pedagogas, foi o primeiro centro para a infância e adolescência a ser implantado no estado do Ceará.

#### Residência Terapêutica para pacientes especiais
A prefeitura de Iguatu instalou uma residência terapêutica de saúde mental,concluindo a rede de saúde mental composta por quatro unidades: CAPS III, CAPS ad, CAPSi e a residência terapêutica. O objetivo da casa é atender pacientes com transtornos mentais, graves e crônicos, sem amparo da família, evitando o internamento em hospitais psiquiátricos.

## Esporte

### Agremiação esportiva
- Associação Desportiva Iguatu
- Iguatu Handebol Clube (IHC)
- Associação Esportiva de Basquete Iguatuense (ACEBI)

### Estádio
- Estádio Elmo Moreno ("Morenão"), tem capacidade para 8.000 torcedores.
- Quadra Agenor Gomes de Araújo